# Ведийский ритуал
Ведийский ритуал — ритуал ведийской религии, предшествовавшей брахманизму и индуизму, получивший распространение на территории современной Индии (хотя истоки его уходят в более ранний период — до пришествия носителей этого ритуала с севера).
Большую роль в ведийском ритуале играли культ Агни, Индры (им посвящено громадное количество гимнов «Ригведы»), рецитация гимнов Ригведы и других самхит (Вед) жрецами разных категорий — участниками ритуала. Поклонение сопровождалось возлиянием специально приготовленного масла из молока коровы (гхи) в постоянно поддерживаемый огонь.
В силу общности происхождения имеет много общего с культом иранской религии и впоследствии — зороастризма (поклонение огню, использование в магических целях священного напитка сомы (у иранцев он назывался хома).
Российский индолог Татьяна Елизаренкова в послесловии к своему переводу гимнов Ригведы и в комментариях к ним подробно рассказывает о характере и подробностях ведийского ритуала.